# Eu Vejo Deus
Eu Vejo Deus é um álbum de estúdio da cantora Amanda Ferrari, gravado em 2011, pela gravadora Praise Records, produzido por Melk Carvalhêdo, Reginaldo Almeida e Lauriete, contém 12 faixas.
O Albúm vendeu cerca de 50 mil cópias no ano de lançamento, ganhando como disco de ouro com grandes sucessos como "O Relógio de Deus", "A Virada", "Eu vejo Deus" e "Barulho de adorador".

## Faixas
1. O Relógio de Deus
2. Vai Ter Virada
3. Colunas da Igreja
4. Leproso
5. Eu Vejo Deus
6. Os Três Hebreus
7. Exaltado Seja O Senhor dos Exércitos
8. Lázaro
9. Os Sinais
10. Decreto de Deus
11. Visões
12. Barulho de Adorador